# 모로베주

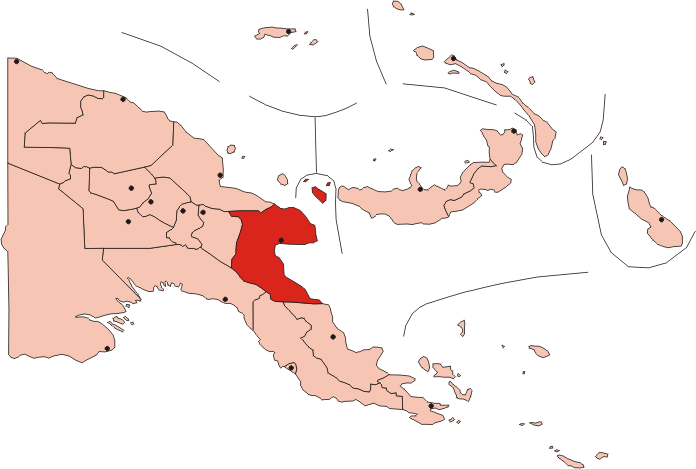
모로베 주

모로베주(Morobe)는 파푸아뉴기니 북해안에 위치한 주로 주도는 라에이며 면적은 34,500km2, 인구는 539,725명(2000년 기준)이다. 9개 군을 관할하며 171개 언어가 사용된다.